# Jamboree mondial de 1967

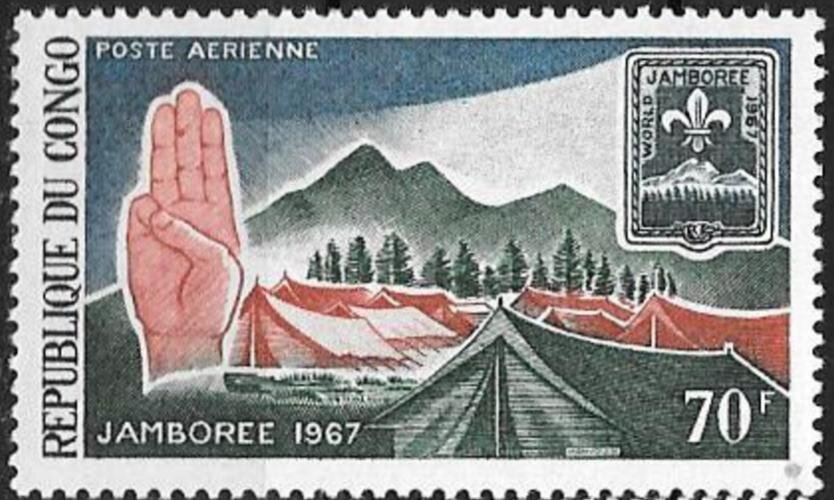
Timbre émis en 1967 par la république du Congo.

Le jamboree mondial de 1967, est le douzième jamboree scout. 
Il se tient à Farragut State Park dans l'Idaho, aux États-Unis, et rassemble plus de 12 000 scouts venus de 105 pays.
Le Jamboree a pour devise « pour l'amitié ».

## L'organisation du camp
Outre les traditionnelles activités scoutes, le décor des Montagnes Rocheuses invite à vivre le Far West (rodéo, ...). 